# Pensol
Pensol település Franciaországban, Haute-Vienne megyében. Lakosainak száma 179 fő (2022. január 1.). Pensol La Chapelle-Montbrandeix, Saint-Saud-Lacoussière, Abjat-sur-Bandiat, Mialet és Marval községekkel határos.

## Népesség
A település népességének változása:
| Lakosok száma | 184  | 190  | 187  | 180  | 175  | 173  | 174  | 173  | 179  |
|               | 2013 | 2015 | 2016 | 2017 | 2018 | 2019 | 2020 | 2021 | 2022 |